# Cocteau Twins
Cocteau Twins – brytyjska grupa nurtu dream pop i shoegaze.
Zespół działał w latach 1979-1997. Powstał w Grangemouth w Szkocji. Nazwa zespołu pochodzi od identycznego tytułu piosenki grupy rockowej Simple Minds. Tytułowe bliźnięta Cocteau to nawiązanie do postaci protagonistów powieści „Straszne dzieci" francuskiego poety Jeana Cocteau. W początkowym składzie znajdowali się tylko Robin Guthrie (gitara) i Will Heggie (gitara basowa), później do zespołu dołączyła Elizabeth Fraser (wokal).  Ostateczny skład zespołu ustalił się w 1983 roku – latem z zespołu odszedł Heggie, a pod koniec roku na jego miejsce przyszedł Simon Raymonde (gitara basowa). Muzyka zespołu określana jest jako dream pop z elementami shoegaze. Popularność grupie przyniosły oryginalne kompozycje (często o brzmieniu folkowym). Muzyka charakteryzowała się oszczędnym brzmieniem gitarowym, które nadawało utworom tajemniczy i misteryjny nastrój. Wszystko uzupełniał delikatny wokal Fraser – śpiewany w języku angielskim, ale w bardzo specyficznym dialektem, modulacją głosu i w sposób indywidualny wokalistki; nie był to jak często błędnie myślano, zmyślony język. Największymi przebojami zespołu są: Garlands, Pandora, Lorelei, Ivo, Amelia, Blue Bell Knoll, Cherry-Coloured Funk, Heaven Or Las Vegas i Tishbite

## Dyskografia

### Albumy
| Rok  | Album                                      | UK | US  | Dodatkowe informacje      |
| ---- | ------------------------------------------ | -- | --- | ------------------------- |
| 1982 | Garlands                                   | -  | -   | debiut                    |
| 1983 | Head over Heels                            | -  | -   | -                         |
| 1984 | Treasure                                   | 29 | -   | -                         |
| 1986 | Victorialand                               | 10 | -   | -                         |
| 1986 | The Moon and the Melodies                  | -  | -   | nagrany z Haroldem Buddem |
| 1988 | Blue Bell Knoll                            | 15 | 109 | -                         |
| 1990 | Heaven or Las Vegas                        | 7  | 99  | -                         |
| 1993 | Four-Calendar Café                         | 13 | 78  | -                         |
| 1996 | Milk and Kisses                            | 17 | 99  | -                         |
| 1999 | BBC Sessions                               | –  | –   |                           |
| 2000 | Stars And Topsoli – A Collection 1982-1990 | –  |     |                           |
| 2005 | Lullabies To Violaine                      | –  |     |                           |

### EP
| Rok  | Tytuł                   | UK | US | Dodatkowe informacje                                                                 |
| ---- | ----------------------- | -- | -- | ------------------------------------------------------------------------------------ |
| 1982 | Lullabies               | -  | -  | EP                                                                                   |
| 1983 | Peppermint Pig          | -  | -  | EP                                                                                   |
| 1983 | Sunburst and Snowblind  | -  | -  | EP                                                                                   |
| 1984 | The Spangle Maker       | -  | -  | EP                                                                                   |
| 1985 | Aikea-Guinea            | -  | -  | EP                                                                                   |
| 1985 | Tiny Dynamine           | -  | -  | EP                                                                                   |
| 1985 | Echoes in a Shallow Bay | -  | -  | EP                                                                                   |
| 1986 | Love's Easy Tears       | -  | -  | EP                                                                                   |
| 1995 | Twinlights              | -  | -  | płyta akustyczna, tylko głos i pianino                                               |
| 1995 | Otherness               | -  | -  | piosenki zremiksowane przez Marka Clifforda z Seefeel, płyta towarzysząca Twinlights |

### Kompilacje
| Rok  | Tytuł                                                                 | UK  | US  | Dodatkowe informacje                                                                               |
| ---- | --------------------------------------------------------------------- | --- | --- | -------------------------------------------------------------------------------------------------- |
| 1985 | The Pink Opaque                                                       | -   | -   | |
| 1991 | Cocteau Twins                                                         | -   | -   | dziesięciodyskowy box, zawierający wszystkie EP wydane do tej pory i płytę z dodatkowym materiałem |
| 2000 | BBC Sessions                                                          | -   | -   | |
| 2000 | Stars and Topsoil                                                     | -   | -   | |
| 2005 | Lullabies to Violaine: Singles and Extended Plays 1982-1996           | -   | -   | edycja limitowana, czterodyskowy box z wszystkimi piosenkami niewydanymi na albumach               |
| 2006 | Lullabies to Violaine, Volume 1: Singles and Extended Plays 1982-1990 | TBD | TBD | pierwsze dwa z czterech dysków powyższego boksu                                                    |
| 2006 | Lullabies to Violaine, Volume 2: Singles and Extended Plays 1993-1996 | TBD | TBD | ostatnie dwa z czterech dysków powyższego boksu                                                    |

### Single
| Rok  | Piosenka                 | UK | US Modern Rock | Album                              |
| ---- | ------------------------ | -- | -------------- | ---------------------------------- |
| 1984 | "Pearly-Dewdrops' Drops" | 29 | -              | The Spangle Maker, The Pink Opaque |
| 1988 | "Carolyn's Fingers"      | -  | 2              | Blue Bell Knoll                    |
| 1990 | "Iceblink Luck"          | 38 | 4              | Heaven Or Las Vegas                |
| 1990 | "Heaven Or Las Vegas"    | -  | 9              | Heaven Or Las Vegas                |
| 1993 | "Evangeline"             | 34 | -              | Four Calendar Café                 |
| 1993 | "Snow"                   | -  | -              | -                                  |
| 1994 | "Bluebeard"              | 33 | -              | Four Calendar Café                 |
| 1996 | "Tishbite"               | 34 | -              | Milk and Kisses                    |
| 1996 | "Violaine"               | -  | -              | Milk and Kisses                    |

### Bootlegi
- Live in London 1986 (1986)
- Pearly, Pink & White (1994)